# 澳門防疫接種計劃
澳門特別行政區防疫接種計劃是在澳門特別行政區持續地有系統地進行的防疫接種。澳門特別行政區防疫接種計劃規定必須預防的疾病、使用的疫苗和免疫球蛋白的種類、適用人群、接種程序和其他相關內容；由行政長官以批示核准，並公佈於《澳門特別行政區公報》。
澳门防疫接种计划所包含的疫苗和免疫球蛋白适用于十八岁以下的人口。破伤风疫苗适用于所有年龄的人口。当流行病学情况证明有需要时，乙型肝炎、麻疹和德国麻疹的预防尚可包括十八岁或以上的人口。澳門防疫接種計劃向所有合資格的居民免費提供。在澳門居住的非澳門居民則需付費接種，但可申請免費接種。

## 歷史
2007年8月，增加水痘疫苗和流感嗜血桿菌疫苗。
2009年9月，增加肺炎鏈球菌疫苗。

## 目前的內容
目前的時間表(2009年9月最新更新))
| 年齡                     | 疫苗 |
| ------------------------ | --- |
| 初生                     | 卡介苗（结核病疫苗） 乙型肝炎疫苗---第一劑                                                                 |
| 一个月                   | 乙型肝炎疫苗---第二劑                                                                                      |
| 两个月                   | 白喉—破傷風—去細胞百日咳疫苗第一劑 脊髓灰質炎疫苗第一劑 b型流感嗜血桿菌疫苗第一劑 肺炎鏈球菌結合疫苗第一劑 |
| 四个月                   | 白喉—破傷風—去細胞百日咳疫苗第二劑 脊髓灰質炎疫苗第二劑 b型流感嗜血桿菌疫苗第二劑 肺炎鏈球菌結合疫苗第二劑 |
| 六个月                   | 白喉—破傷風—去細胞百日咳疫苗第三劑 脊髓灰質炎疫苗第三劑 b型流感嗜血桿菌疫苗第三劑 肺炎鏈球菌結合疫苗第三劑 |
| 一岁                     | 麻疹—德國麻疹—腮腺炎疫苗第一劑 水痘疫苗一劑                                                                |
| 十五個月                 | b型流感嗜血桿菌第四劑 肺炎鏈球菌結合疫苗第四劑                                                             |
| 十八個月                 | 白喉—破傷風—去細胞百日咳疫苗第四劑 脊髓灰質炎疫苗第四劑                                                    |
| 小學一年級前(或五至六歲) | 白喉—破傷風—去細胞百日咳疫苗第五劑/或破傷風—減量白喉疫苗一劑/或破傷風疫苗一劑 脊髓灰質炎疫苗第五劑         |
| 小學六年級(十一至十二歲) | 破傷風—減量白喉疫苗一劑/或破傷風疫苗一劑                                                                   |
| 此後                     | 每十年破傷風—減量白喉疫苗一劑/或破傷風疫苗一劑                                                             |

## 接種的地點
居民可在各衛生中心、仁伯爵綜合醫院、鏡湖醫院接種站和工人醫療所接種。
政府衛生局亦會每年派出護士到學校為小學一年級和六年級的學生接種。

## 效果
疫苗的接種覆蓋率在80%以上，大部分重要的疫苗所預防的疾病發病率很低。
在2000年10月，澳門被世界衛生組織認證為無脊髓灰質炎地區。
在2008年9月，澳門被世界衛生組織認證為達到乙型肝炎消除目標的地區。